# ميزانية ناسا
تحصل ناسا على تمويل سنوي من الميزانية الاتحادية التي يُقرها كونغرس الولايات المتحدة. وذلك للقيام ببحوث الملاحة الجوية والبحوث حول الطائرات من دون طيار بالإضافة إلى برامج استكشاف وسبر الفضاء.

## الميزانية السنوية

نسبة ميزانية ناسا من عام 1958 إلى عام 2017

يظهر في المبيان التفصيلي أعلاه ميزانية ناسا (القيمة الحقيقية مقارنة بالقيمة الاسمية) التي بلغت من عام 1958 إلى عام 2018 قيمة 601.31 مليار دولار. وعلى سبيل المقارنة؛ فقد بلغ إجمالي الإنفاق خلال فترة 50 عاما (1958-2008) من قبل مؤسسة العلوم الوطنية تقريبا خُمس نفقات ناسا: 101.5 مليار دولار. بلغت ميزانية ناسا في السنة المالية 2011 ما قدره 18.4 مليار دولار وهو المبلغ الذي مثل حوالي 0.5% من ميزانية الولايات المتحدة التي قُدرت حينها بـ 3.4 تريليون دولار، أو حوالي 35% من إجمالي الإنفاق على أكاديميات البحث العلمي في الولايات المتحدة.

## تكلفة برنامج أبولو
بلغت ميزانية ناسا ذروتها في 1964-66 حيث استهلكت ما يقرب من 4% من الإنفاق الفيدرالي. وكانت الوكالة قد هبطت على سطح القمر من خلال برنامج أبولو الذي شارك فيها أكثر من 34,000 من موظفي ناسا جنباً إلى جنب مع 375,000 من موظفي مصنع الفضاء الجوي، الجامعات والمقاولين. في آذار/مارس 1966؛ أكّد مسؤولون في الكونغرس أن تكلفة ناسا ما بين 1959-72 قد قُدرت بنحو 22.718 مليار دولار ذهبت معظمها لصالح برنامج أبولو. ثم ازدادت هذه التكلفة الإجمالية إلى 25.4 مليار دولار في عام 1969 ثم 136 مليار دولار في عام 2007. بلغت تكاليف المركبات الفضائية نحو 83 مليار دولار في عام 2005؛ خُصصت 28 مليار دولار لمركبة القيادة ووحدة الخدمة ثم 17 مليار دولار لمركبة الهبوط على القمر و11 مليار دولار من أجل إطلاق المركبات بما في ذلك ساتورن I، ساتورن IB وساتورن 5 ثم بلغت التكلفة حوالي 46 مليار دولار في عام 2005 وحده.

## الأثر الاقتصادي
في تشرين الثاني/نوفمبر 1971 صدرت دراسة حول تمويل ناسا عن قِبل مريج غلوبال (كان يُعرف سابقا باسم معهد أبحاث الغرب الأوسط) في كانساس سيتي، ميزوري بعنوان «التقدم التكنولوجي: الأثر الاقتصادي» ووضحت فيه كيف أن استثمار 25 مليار دولار في عام 1958 في مجال الفضاء عاد بقيمة 52.5 مليار دولار عام 1971 وسيستمر في ضخ أموال طائلة حتى عام 1987.

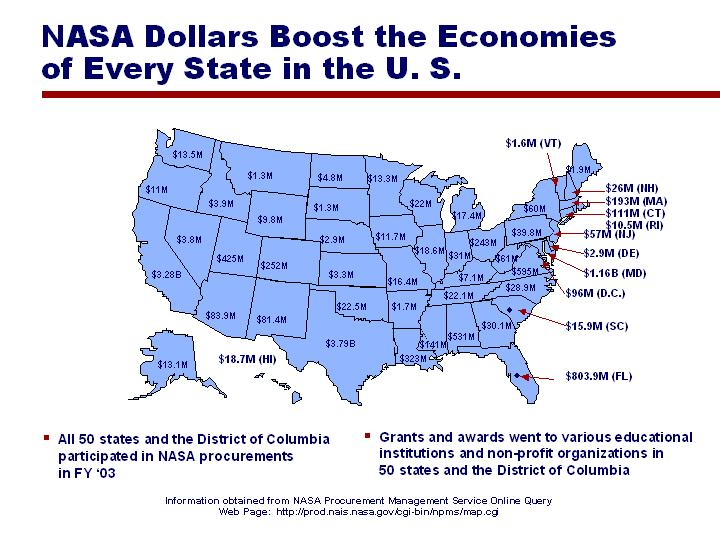
خريطة من ناسا تُوضح الأثر الاقتصادي على الولايات الأمريكية (اعتبارا من السنة المالية 2003)